# Alberto Winkler
Alberto Winkler (født 13. februar 1932, død 14. juni 1981) var en italiensk roer, olympisk guldvinder og dobbelt europamester.
Winkler deltog sammen med Romano Sgheiz, Angelo Vanzin, Franco Trincavelli og styrmand Ivo Stefanoni i firer med styrmand ved OL 1956 i Melbourne. Italienerne vandt deres indledende heat og semifinale i sikker stil, og i finalen førte de hele vejen og vandt med et forspring på tre sekunder til Sverige, mens Finland på bronzepladsen var yderligere over otte sekunder bagud.
Winkler vandt desuden to EM-guldmedaljer i otter, i henholdsvis 1957 og 1958.

## OL-medaljer
- 1956:  Guld i firer med styrmand